# ناحیه بونی، شهرستان بونی، ایلینوی
ناحیه بونی، شهرستان بونی، ایلینوی (به انگلیسی: Boone Township) یک منطقهٔ مسکونی در ایالات متحده آمریکا است که در شهرستان بونی، ایلینوی واقع شده‌است. ناحیه بونی ۱٬۹۶۸ نفر جمعیت دارد و ۲۷۳ متر بالاتر از سطح دریا واقع شده‌است.